# Liste des députés de la préfecture d'Okayama
Cette page liste les membres de la Chambre des représentants du Japon élus dans les circonscriptions de la préfecture d'Okayama.

## 41elégislature(1996-2000)
| Circonscription |  | Député                 | Parti politique |
| --------------- |  | ---------------------- | --------------- |
| 1re             |  | Ichirō Aisawa (ja)     | PLD             |
| 2e              |  | Akihiko Kumashiro (ja) | PLD             |
| 3e              |  | Takeo Hiranuma         | PLD             |
| 4e              |  | Ryūtarō Hashimoto      | PLD             |
| 5e              |  | Yoshitaka Murata (ja)  | PLD             |

## 42elégislature(2000-2003)
| Circonscription |  | Député                 | Parti politique |
| --------------- |  | ---------------------- | --------------- |
| 1re             |  | Ichirō Aisawa (ja)     | PLD             |
| 2e              |  | Akihiko Kumashiro (ja) | PLD             |
| 3e              |  | Takeo Hiranuma         | PLD             |
| 4e              |  | Ryūtarō Hashimoto      | PLD             |
| 5e              |  | Yoshitaka Murata (ja)  | PLD             |

## 43elégislature(2003-2005)
| Circonscription |  | Député                 | Parti politique |
| --------------- |  | ---------------------- | --------------- |
| 1re             |  | Ichirō Aisawa (ja)     | PLD             |
| 2e              |  | Akihiko Kumashiro (ja) | PLD             |
| 3e              |  | Takeo Hiranuma         | PLD             |
| 4e              |  | Ryūtarō Hashimoto      | PLD             |
| 5e              |  | Yoshitaka Murata (ja)  | PLD             |

## 44elégislature(2005-2009)
| Circonscription |  | Député                 | Parti politique |
| --------------- |  | ---------------------- | --------------- |
| 1re             |  | Ichirō Aisawa (ja)     | PLD             |
| 2e              |  | Keisuke Tsumura (ja)   | PDJ             |
| 3e              |  | Takeo Hiranuma         | SE              |
| 4e              |  | Michiyoshi Yunoki (ja) | PDJ             |
| 5e              |  | Yoshitaka Murata (ja)  | PLD             |

## 45elégislature(2009-2012)
| Circonscription |  | Député                 | Parti politique |
| --------------- |  | ---------------------- | --------------- |
| 1re             |  | Ichirō Aisawa (ja)     | PLD             |
| 2e              |  | Keisuke Tsumura (ja)   | PDJ             |
| 3e              |  | Takeo Hiranuma         | SE              |
| 4e              |  | Michiyoshi Yunoki (ja) | PDJ             |
| 5e              |  | Katsunobu Katō         | PLD             |

## 46elégislature(2012-2014)
| Circonscription |  | Député                 | Parti politique |
| --------------- |  | ---------------------- | --------------- |
| 1re             |  | Ichirō Aisawa (ja)     | PLD             |
| 2e              |  | Takashi Yamashita (ja) | PLD             |
| 3e              |  | Takeo Hiranuma         | ARJ             |
| 4e              |  | Gaku Hashimoto (ja)    | PLD             |
| 5e              |  | Katsunobu Katō         | PLD             |

## 47elégislature(2014-2017)
| Circonscription |  | Député                 | Parti politique |
| --------------- |  | ---------------------- | --------------- |
| 1re             |  | Ichirō Aisawa (ja)     | PLD             |
| 2e              |  | Takashi Yamashita (ja) | PLD             |
| 3e              |  | Takeo Hiranuma         | PKJ             |
| 4e              |  | Gaku Hashimoto (ja)    | PLD             |
| 5e              |  | Katsunobu Katō         | PLD             |

## 48elégislature(2017-2021)
| Circonscription |  | Député                 | Parti politique |
| --------------- |  | ---------------------- | --------------- |
| 1re             |  | Ichirō Aisawa (ja)     | PLD             |
| 2e              |  | Takashi Yamashita (ja) | PLD             |
| 3e              |  | Toshiko Abe            | SE              |
| 4e              |  | Gaku Hashimoto (ja)    | PLD             |
| 5e              |  | Katsunobu Katō         | PLD             |

## 49elégislature(2021-)
| Circonscription |  | Député                 | Parti politique |
| --------------- |  | ---------------------- | --------------- |
| 1re             |  | Ichirō Aisawa (ja)     | PLD             |
| 2e              |  | Takashi Yamashita (ja) | PLD             |
| 3e              |  | Shōjirō Hiranuma (ja)  | SE              |
| 4e              |  | Gaku Hashimoto (ja)    | PLD             |
| 5e              |  | Katsunobu Katō         | PLD             |